# Barbara Raetsch

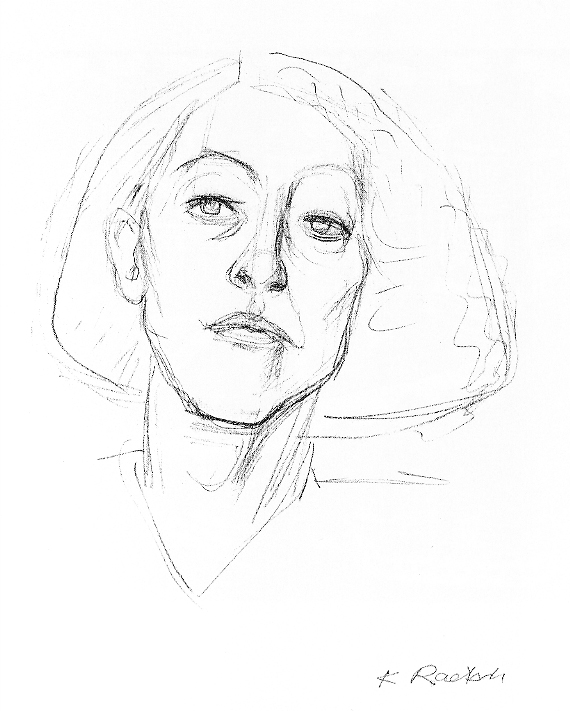
Karl Raetsch, Porträt Barbara Raetsch

Barbara Raetsch (* 21. Oktober 1936 in Pirna) ist eine deutsche Malerin.

## Leben
Barbara Raetsch machte 1954 das Abitur und absolvierte anschließend bis 1957 in Pillnitz eine Ausbildung zur Technischen Assistentin im Gartenbau. 1958 heiratete sie den Maler Karl Raetsch und ließ sich mit ihm in Potsdam nieder. Neben anderen Tätigkeiten hat sie sich seitdem intensiv mit Malerei und grafischen Techniken beschäftigt. 1962 und 1966 wurden die Söhne Bruno und Robert geboren. Von 1970 bis 1974 arbeitete Barbara Raetsch als Führungsassistentin bei den Staatlichen Schlössern und Gärten Potsdam-Sanssouci. Ab 1970 beschäftigte sie sich intensiv mit Malerei, ab 1974 auch mit Radierungen. Seit 1977 ist sie als Autodidaktin freischaffend als Malerin tätig. Sie war von 1977 bis 1990 Mitglied des Verbands Bildender Künstler der DDR.
Gemeinsam mit ihrem Mann baute sie die ehemalige Friedhofskapelle in Potsdam-Hermannswerder zum Atelier und zur Galerie aus. Diese wurde bis 2013 von ihrem Mann, ihr und dem gemeinsamen Sohn Robert genutzt.
2021 wurde Barbara Raetsch für ihr Lebenswerk, in dessen Mittelpunkt die Stadt Potsdam mit ihrer wechselvollen Geschichte steht, mit dem Ehrenpreis des Ministerpräsidenten des Landes Brandenburg geehrt.
Das Potsdam Museum besitzt einhundert ihrer Werke.

## Rezeption
Barbara Raetsch „zählt zu den prägendsten, eigenwilligsten Künstlerinnen der Stadt. Wie keine Zweite beobachtet sie seit Jahrzehnten das wandelnde Gesicht Potsdams.“
Lena Schneider

## Ausstellungen (unvollständig)

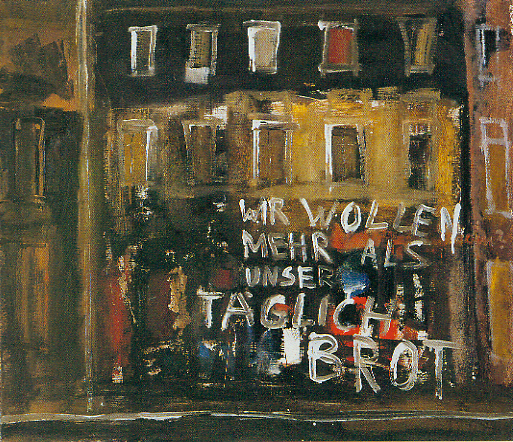
Barbara Raetsch, Abrisshaus II, 1996

### Personalausstellungen in der DDR
- 1978: Potsdam, Kleine Galerie im Keller
- 1984: Potsdam, Kulturhaus Hans Marchwitza (mit Fanna Beilfuß-Kolarowa, Roswitha Grüttner und Christa Panzner)
- 1986: Schwanebeck
- 1987 Potsdam, Staudenhofgalerie

### Teilnahme an zentralen und wichtigen regionalen Ausstellungen in der DDR
- 1981: Potsdam (Kunstausstellung zum X. Parteitag der SED)
- 1982/1983 und 1987/1988: Dresden, IX. und X. Kunstausstellung der DDR
- 1985: Potsdam, Bezirkskunstausstellung
- 1989: Berlin, Akademie-Galerie im Marstall („Bauleute und ihre Werke. Widerspiegelungen in der bildenden Kunst der DDR“)

### Ausstellungen seit der deutschen Wiedervereinigung
- 1990 Bad Kösen, Kunsthalle; Berlin, Domäne Dahlem u. Galerie Mutter Fourage
- 1992 Loccum, Evangelische Akademie
- 1993 Westerland/Sylt, Alte Post
- 1996 Brandenburg, Dom und Petrikapelle
- 1997 Potsdam, Landeszentrale für politische Bildung; Rheinsberg, Kurt-Tucholsky-Gedenkstätte
- 1998 Wustrau, Deutsche Richterakademie
- 1999 Potsdam, Altes Rathaus
- 2003 Potsdam, Stadt- und Landesbibliothek
- 2004 Potsdam, Galerie Burstert und Albrecht
- 2006 Bielefeld, Galerie Jesse
- 2007 Potsdam, Altes Rathaus
- 2008 Caputh, Galerie Fährhaus Caputh
- 2011 Werder, Städtische Galerie
- 2016 Fürstenwalde, Altes Rathaus
- 2020 Potsdam, Offener Kunstverein
- 2023: Potsdam, Ministerium für Wissenschaft, Forschung und Kultur[3]